# Астаф'єв Денис Сергійович
Дени́с Сергі́йович Аста́ф'єв — старшина Збройних сил України.
Станом на липень 2015 року — заступник командира групи спецпризначення, 3-й окремий полк спеціального призначення.

## Нагороди
за особисту мужність і героїзм, виявлені у захисті державного суверенітету та територіальної цілісності України, вірність військовій присязі під час російсько-української війни, відзначений — нагороджений
- 27 червня 2015 року — орденом «За мужність» III ступеня,